# Eordea (zoologia)
Eordea Simon, 1899 è un genere di ragni appartenente alla famiglia Linyphiidae.

## Distribuzione
L'unica specie oggi attribuita a questo genere è stata reperita sull'isola di Sumatra.

## Tassonomia
A dicembre 2011, si compone di una specie:
- Eordea bicolor Simon, 1899[3] — Sumatra